# Gränspolisen
Gränspolisen (i Stockholms län kallad Gränspolisavdelningen) är den enhet inom svenska polisen som ansvarar för bevakningen av Sveriges gränser. Det är emellertid inte en nationell resurs, utan varje län har sin egen gränspolis. Uppgifterna varierar beroende bland annat på länens geografiska läge. I första hand utförs inre utlänningskontroller, inresekontroller och spaning mot efterlysta utlänningar. Systematisk kontroll av inresande och utresande sker bara för resande till/från platser utanför Schengenområdet. Sedan 2007 är länderna på andra sidan Östersjön med i Schengenområdet, så sådana kontroller finns i första hand på flygplatser, endast i ett fåtal fall i färjehamnar. I Stockholms län har gränspolisavdelningen (475 anställda) även hand om ordning och säkerhet på Arlanda flygplats och området därikring.
Tullverket är de som hanterar bevakning mot smuggling av varor vid gränsen, inklusive narkotika. Kustbevakningen bevakar Sveriges sjögränser, även om gränspolisen bemannar färjehamnar, om sådana kontroller finns.
I november 2015 återinfördes tillfälligt gränskontroller av inresande från Danmark, Tyskland och Polen, särskilt vid Öresundsbron. Detta var personalkrävande varför poliser skickades från olika delar av landet till Hyllie station och aktuella hamnar. Gränspolisen anställde och snabbutbildade också flera hundra nya gränsvakter som kontrollerar id-handlingar men måste lämna över till gränspoliser vid tveksamma eller mer krävande fall.

## Läs mer
- Gränspolisen